# エルネスト・ド・シャマイヤール
エルネスト・ド・シャマイヤール（Ernest Marie Felix Ponthier de Chamaillard、1862年12月9日 - 1931年9月30日）はフランスの画家である。ブルターニュのポン＝タヴァンで活動した「ポン＝タヴァン派」の画家の一人である。 

## 略歴
ブルターニュ、フィニステール県のGourlizonに生まれた。父親のHenri Pierre Ponthier de Chamaillardは法律家で、国会議員を務めた人物である。兄のHenri Ponthier de Chamaillard(1848-1908)も国会議員になった。シャマイヤールも法律を学ぶが、熱心ではなかった。1888年にポン＝タヴァンでポール・ゴーギャンと出会い、絵画の道に進んだ。「ポスト印象派」の理念に熱心で、ポン＝タヴァンの宿屋、Pension Gloanecに滞在した、シャルル・ラヴァルやエミール・ベルナール、アンリ・モレといった画家と親しくなり、法律家になることを止めた。1888年にポン＝タヴァンで知り合った女性と結婚した。
数年間、ポン＝タヴァンですごし風景画を描き、ゴーギャンから素朴なスタイルを賞賛された。1893年からシャトーランに移り、画家では生活できないので、法律事務所を開いた。1905年にパリに移り、慈善事業の団体に雇われた。1906年と1910年にパリの画廊で展覧会を開いた。第一次世界大戦では二人の息子が戦死した。1925年と1930年にも展覧会を開いた。

## 作品

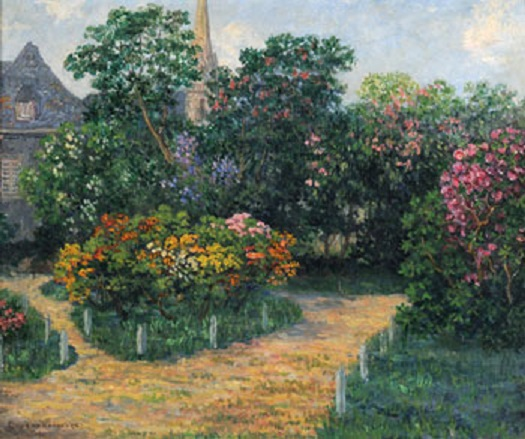
Châteaulin近くの教会の庭園
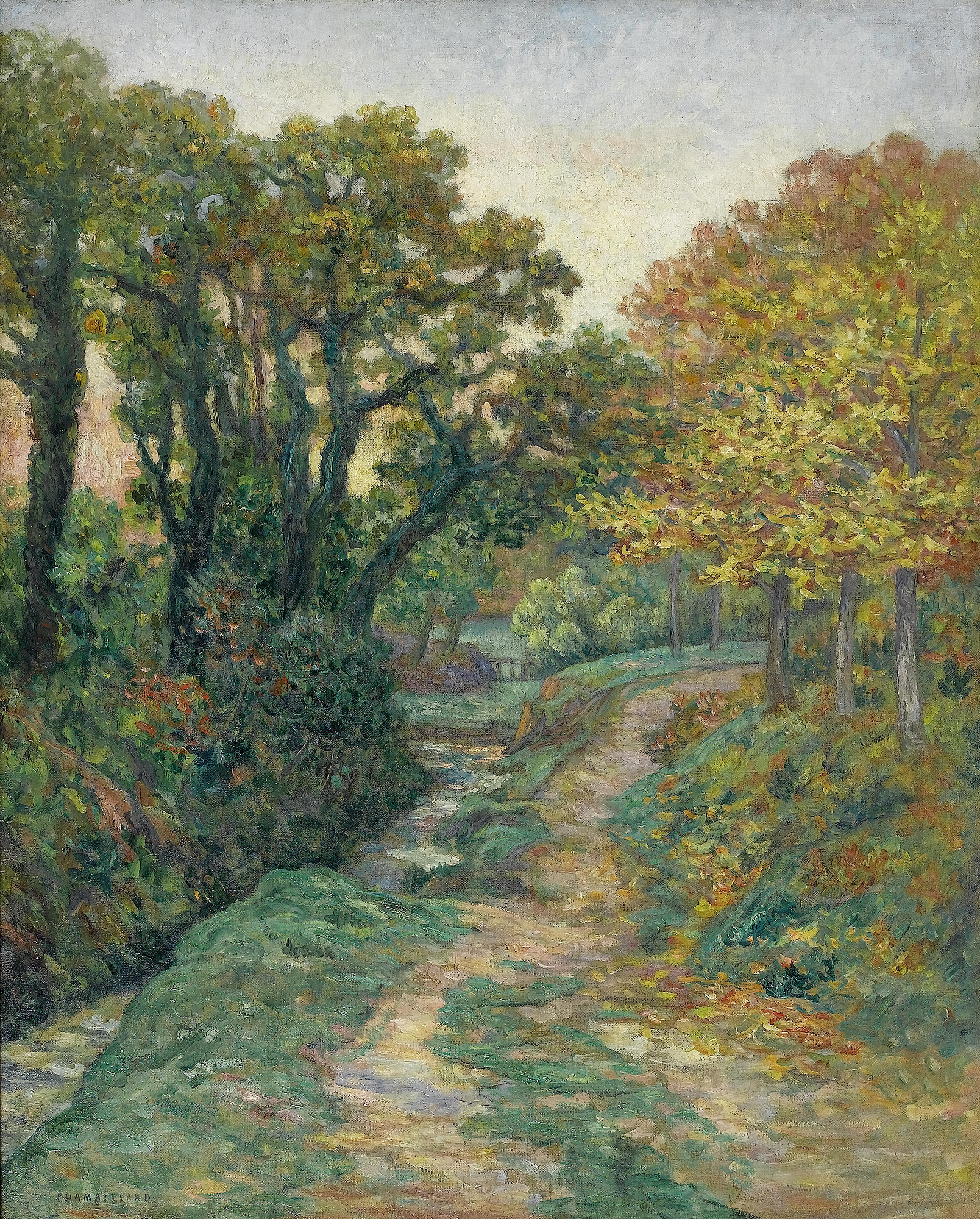
Le Chemin Creux près du Ruisseau
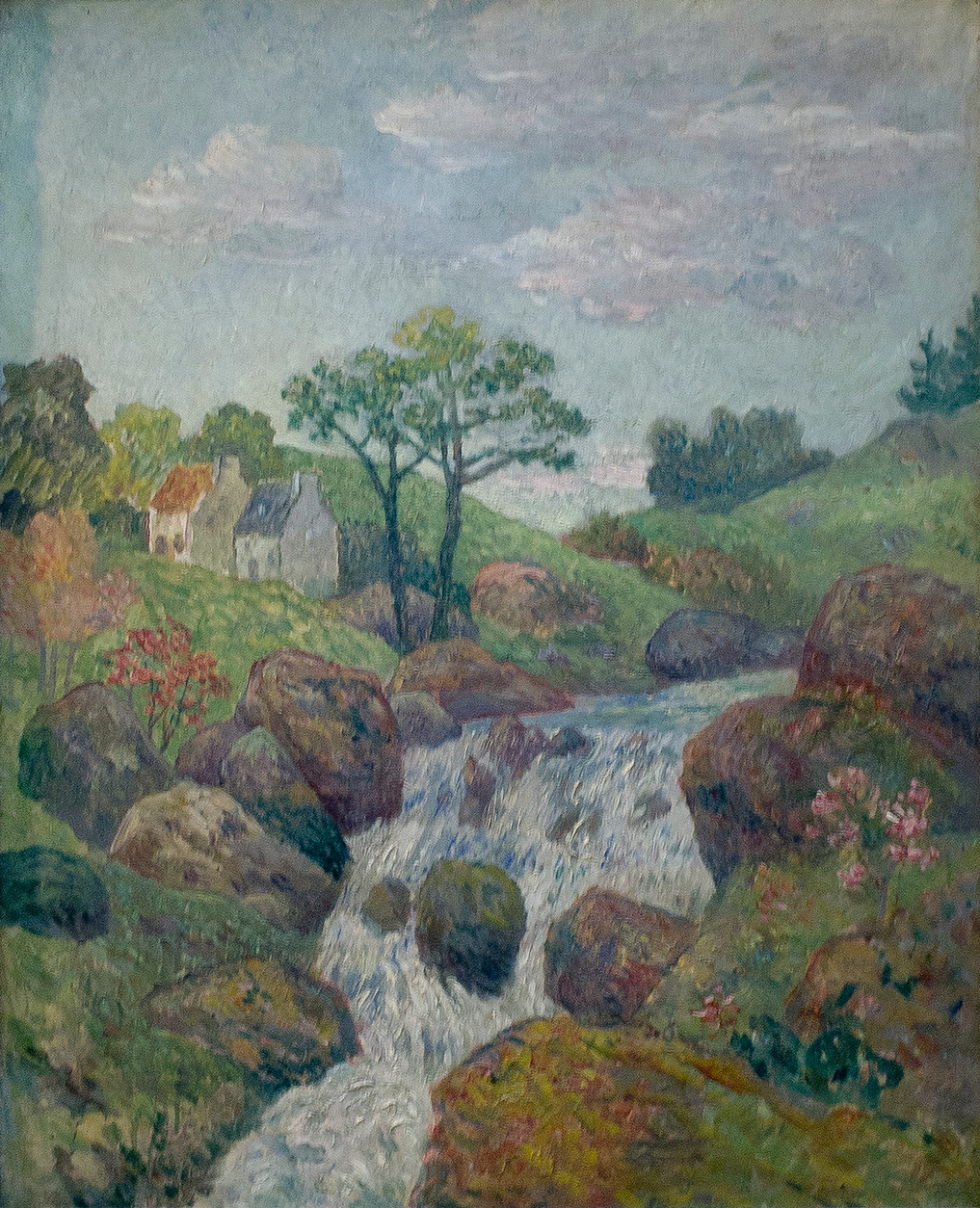
ブルターニュの風景
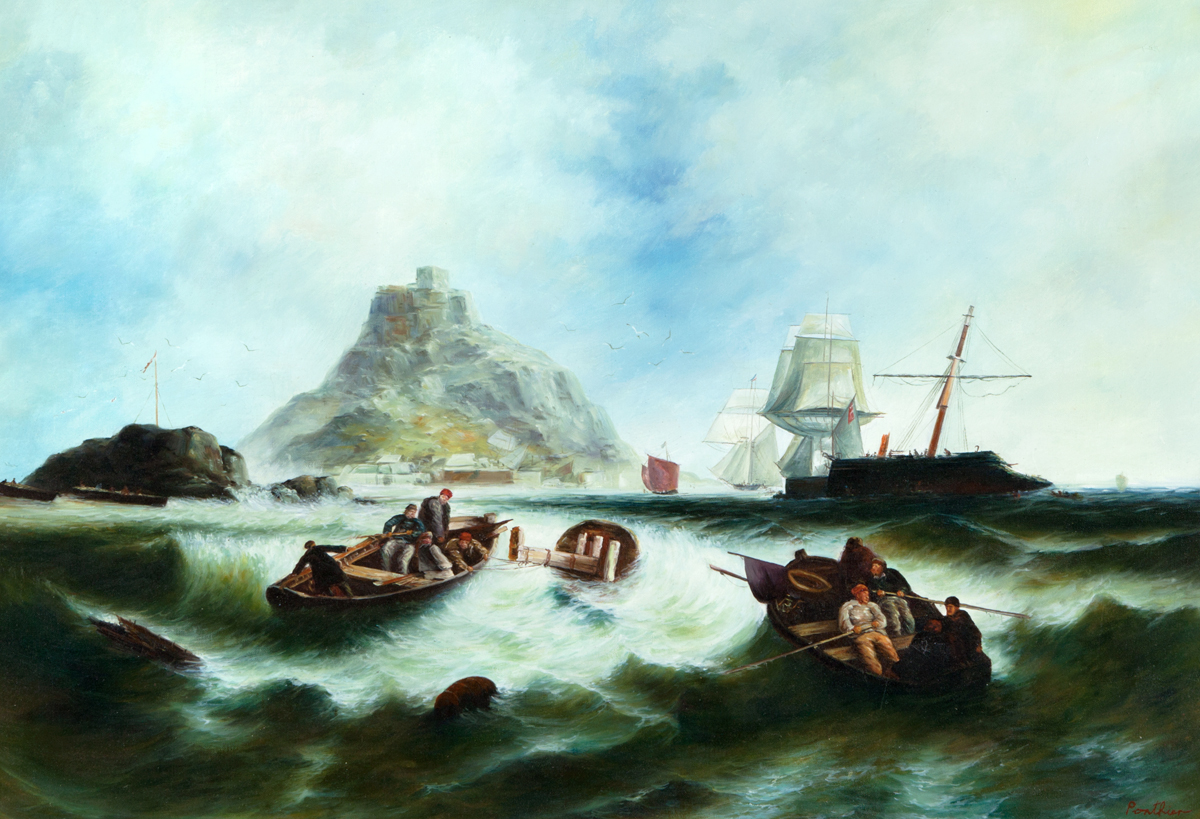
難破船の救出